# Alien Breed (jeu vidéo)
Pour la série de jeux dérivés, voir Alien Breed (série).
Alien Breed est un jeu vidéo développé par le studio britannique Team17, sorti en 1991. Il s'agit d'un jeu de tir en vue dessus se déroulant dans un univers de science-fiction horrifique inspiré par la saga cinématographique Alien : le joueur incarne un Space Marine confronté à des créatures extraterrestres hostiles dans les dédales confinés d'une station spatiale. Le jeu propose un mode deux joueurs en coopération.
Première grosse production du jeune studio Team17 sur l'ordinateur Amiga, Alien Breed a connu un succès critique et populaire et a donné suite à une édition étendue, Alien Breed Special Edition 92, adaptée sur PC et la console Amiga CD32. La série Alien Breed comprend cinq épisodes.

## Synopsis
En 2191, dans une ère de post-colonisation spatiale, les mercenaires de l'Inter Planetary Corps (IPC) sont chargés de faire régner la loi aux confins de l'espace. Sur le retour après une patrouille de six mois, les agents Johnson et Stone reçoivent l'ordre de contrôler une station spatiale isolée qui a cessé toute transmission. La station IRSC-4 abrite un centre de recherche de haute sécurité…

## Système de jeu
Le gameplay se situe à la croisée du shoot them up et du jeu de labyrinthe, dans la lignée du classique Gauntlet (1985) de Ed Logg. Le joueur incarne un soldat équipé d'une arme à feu qui doit explorer des environnements labyrinthiques tout en survivant aux aliens qui infestent les lieux. L'action est représentée en vue de dessus, avec des décors qui se déploient par défilement multidirectionnel. La progression est découpée en niveaux, chacun présentant un objectif spécifique à accomplir. Une séquence d'auto-destruction s'enclenche une fois l'objectif atteint et le joueur dispose de quelques secondes pour quitter la zone. La dimension stratégique est relativement prononcée pour un jeu d'action. Le joueur doit économiser les ressources amassés en chemin pour pouvoir progresser (munitions, clés d'accès, kits de soin et crédits). Il peut se connecter à des terminaux informatiques pour acheter des armes et des équipements et obtenir des informations sur la progression. Le jeu propose un mode deux joueurs en coopération. La difficulté est réputée élevée.
Special Edition 92 propose douze niveaux (le double de l'original et la plupart inédits) et implémente de nouveaux effets et créatures. Commercialisée à prix budget en novembre 1992 sur Amiga, cette version a servi de base à l'adaptation PC du jeu, sortie en 1993 (réalisée en externe par Gavin Wade), et est proposée sur Amiga CD32 en 1994 (en pack avec Qwak de Jamie Whoodhouse).

## Développement
Alien Breed est conçu par Rico Holmes avec l'aide de Martyn Brown. Le game design est influencé par Paradroid (1985) de Andrew Braybrook et Laser Squad (1988) de Julian Gollop. Le jeu est programmé par les suédois Andreas Tadic et Peter Tuleby, avec des graphismes en 32 couleurs de Rico Holmes et une bande-son à base de sons numérisés de Allister Brimble, avec la voix suave de Lynette Reade. À ce propos, le compositeur déclare « C'est Martyn Brown (...) qui est arrivé avec l'idée. Heureusement ma mère Lynette Read est également une actrice professionnelle donc j'avais ce qu'il fallait sous la main! » 
Le programme est développé sur deux Amiga 3000 en utilisant l'assembleur ASM-One. Il contient 1,5 Mo de données graphiques (sans inclure la disquette d'introduction), 140 ko de données deck-map et 210 ko de sons numérisés (74 effets). Le code source, écrit intégralement en langage assembleur, pèse 635 ko (35000 lignes).
Le jeu requiert 1 Mo de mémoire vive pour fonctionner sur Amiga. L'édition originale est contenue sur trois disquettes, dont l'une est réservée à l'introduction de l'histoire. Celle-ci est ponctuée par une scène cinématique en image de synthèse conçue par l'allemand Tobias Richter (elle exploite le mode HAM-6 de la machine).

## Accueil
| Aperçu des notes dans les médias | Aperçu des notes dans les médias |
| Publication                      | Note                             |
| -------------------------------- | -------------------------------- |
| ACE                              | 875 sur 1000                     |
| Amiga Format                     | 74 sur 100                       |
| CU Amiga                         | 90 sur 100                       |
| Génération 4                     | 92 sur 100                       |
| Joystick                         | 91 sur 100                       |
| The One                          | 90 sur 100                       |
| PC Gamer                         | 75 sur 100                       |
| Tilt                             | 15 sur 20                        |

Alien Breed est bien accueilli par la presse spécialisée. Dan Slingsby du magazine CU Amiga voit un « vainqueur » dans la première grosse production de l'équipe de Team17. En Angleterre, le jeu se classe en seconde position des ventes de jeux Amiga en décembre 1991, et l'édition spéciale est restée en tête des ventes budget pendant 33 semaines, un record,. Team17 a développé deux suites directes qui reprennent le canevas de l'original, Alien Breed II: The Horror Continues en 1993 et Alien Breed: Tower Assault en 1994, avant d'adapter la franchise en first-person shooter.